# Кванза-Камерунский нефтегазоносный бассейн

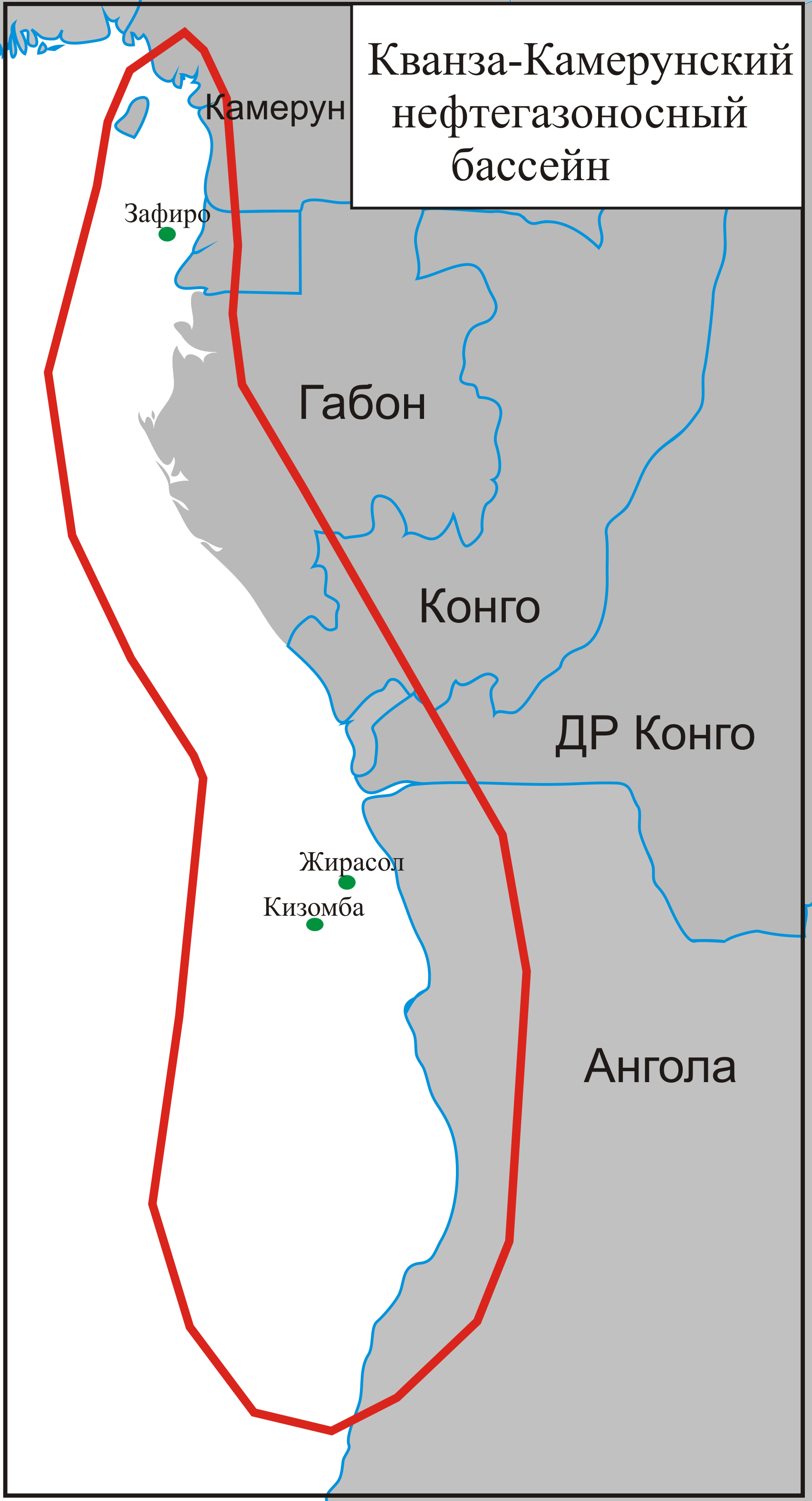
Кванза-Камерунский нефтегазоносный бассейн

Кванза-Камерунский нефтегазоносный бассейн — нефтегазоносный бассейн располагается на западной окраине Африканского континента, к югу от экватора, и охватывает прибрежные и морские части Камеруна, Экваториальной Гвинеи, Габона, Конго, ДР Конго и Анголы. Площадь его около 1 млн км², из которых 910 тыс. км² приходятся на акваторию Атлантического океана. Открыто в 1955 году.
Продуктивные отложения находятся на глубине 1,6-2,5 км. Нефтегазоносность установлена отложениями неогенового, Палеогенового и мелового возраста.
В целом в пределах Кванза-Камерунского нефтегазоносного бассейна выявлено более 120, главным образом нефтяных месторождений. Большая часть добычи нефти приходится на шельфовые месторождения Анголы.
Наиболее крупные нефтегазовые месторождении бассейна — Кизомба, Жирасол, Зафиро, Раби-Кунга и другие.
Ресурсы бассейна оценивается 2-7 млрд тонн нефти и 1-4 трлн м³ природного газа.